# James Coffield Mitchell
James Coffield Mitchell (* März 1786 in Staunton, Virginia; † 7. August 1843 bei Jackson, Mississippi) war ein US-amerikanischer Politiker. Zwischen 1825 und 1829 vertrat er den Bundesstaat Tennessee im US-Repräsentantenhaus.

## Werdegang
James Mitchell besuchte die öffentlichen Schulen seiner Heimat. Nach einem anschließenden Jurastudium und seiner Zulassung als Rechtsanwalt begann er in seinem neuen Beruf zu arbeiten.  Später zog er in das Rhea County in Tennessee. Zwischen 1813 und 1817 war er Staatsanwalt im zweiten Gerichtsbezirk dieses Staates. Im Jahr 1817 verlegte er seinen Wohnsitz nach Athens.
In den 1820er Jahren schloss sich Mitchell der Bewegung um den späteren Präsidenten Andrew Jackson an. Bei den Kongresswahlen des Jahres 1824 wurde er im dritten Wahlbezirk von Tennessee in das US-Repräsentantenhaus in Washington, D.C. gewählt, wo er am 4. März 1825  die Nachfolge von John Blair antrat. Nach einer Wiederwahl konnte er bis zum 3. März 1829 zwei Legislaturperioden im Kongress absolvieren. Diese waren von den Diskussionen zwischen den Anhängern und Gegnern von Andrew Jackson geprägt. Ab 1827 war Mitchell Vorsitzender des Pensionsausschusses für Militärangehörige. Im Jahr 1828 wurde er nicht bestätigt.
Nach seinem Ausscheiden aus dem US-Repräsentantenhaus war James Mitchell zwischen 1830 und 1836 Richter im elften Gerichtsbezirk von Tennessee. Danach zog er in das Hinds County im Staat Mississippi. Dort arbeitete er in der Nähe der Hauptstadt Jackson in der Landwirtschaft. Politisch hatte er sich inzwischen von Andrew Jackson abgewandt und war Mitglied der Whig Party geworden. Als deren Kandidat bewarb er sich jeweils erfolglos um das Amt des Gouverneurs von Mississippi und um ein Kongressmandat für diesen Staat. James Mitchell war der Autor des Buches „Mitchell’s Justice“. Er starb am 7. August 1843 in der Nähe von Jackson, Mississippi.